# Сикора, Ян Август

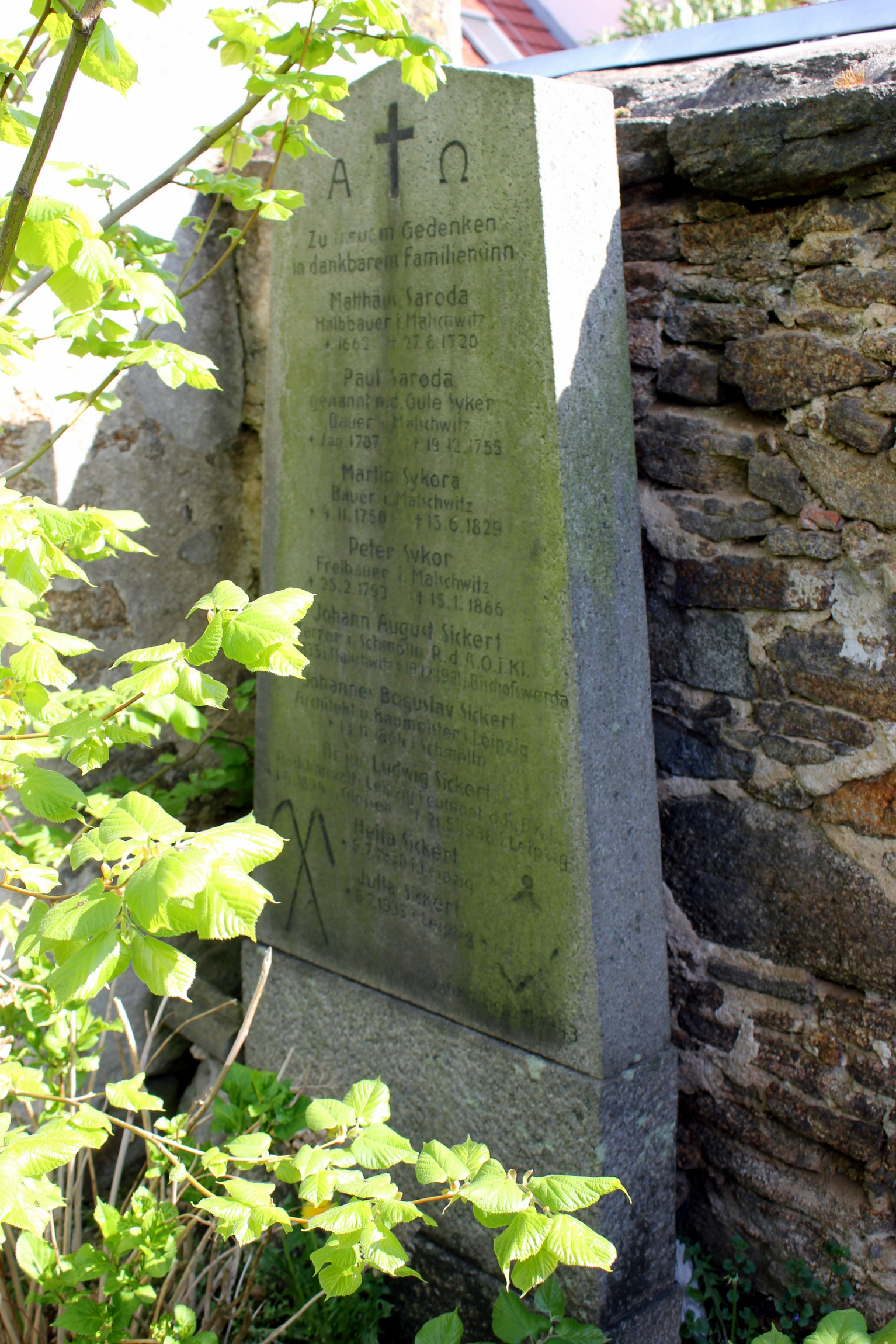
Могила Яна Августа Сикоры, Малешецы, Германия

Ян Август Си́кора, немецкий вариант — Йоганн Август Сикерт (в.-луж. Jan Awgust Sykora, нем. Johann August Sickert, 27 сентября 1835 года, деревня Малешецы, около Будишина, Верхняя Лужица, Германия — 19 декабря 1921 года, Бископицы, Верхняя Лужица, Германия) — лютеранский священнослужитель, лужицкий писатель и поэт. Писал на верхнелужицком языке.

## Биография
Родился 27 сентября 1835 года в лужицкой деревне Малешецы около Будишина. Закончив городскую школу, с 1848 года по 1856 год обучался в гимназии. После гимназии изучал теологию в Лейпциге. Был членом студенческого братства «Сорабия» и Серболужицкого проповеднического общества. С 1860 года работал в течение трёх лет домашним учителем. В 1861 году вступил в серболужицкую просветительскую организация «Матица сербская». В 1863 году был рукоположен в священника. Служил настоятелем в деревне Смельна до 1899 года. Будучи священником, принадлежал к консервативному направлению серболужицкого лютеранского священства. В 1886 году выступил против Яна Вели, который выпустил в издательстве «Матицы сербской» книгу «Trójniki» с критикой христианства.
Написал несколько десятков богословских и научно-популярных книг, которые были изданы Сербским лютеранским обществом. Печатал свои стихотворения в серболужицкой периодической печати.
В 1936 году Ота Вичаз издал автобиографические заметки Яна Августа Сикоры под названием «W Malešecach před 100 lětami».

## Сочинения
- Wudowa Linatowa abo zhubjene wopismo. Budyšin 1875.
- Třoje zornjatka za bohate płody. Budyšin 1875.
- Powědančka ze žiwjenja. Budyšin 1877.
- Dr. Marćin Luther. Budyšin 1877.
- Lěkečanski stary wučer a jeho syn. Wobraz z 30lětneje wójny. Přełožk, Budyšin 1893.
- Kłosy a zornjatka. Zběrka powědančkow, Budyšin 1908.